# كأس أذربيجان 2010–11
كأس أذربيجان 2010–11 (بالأذرية: 2010-11 Azərbaycan Kuboku)‏ هو الموسم 19 من كأس أذربيجان. أقيم خلال الفترة 26 أكتوبر 2010 وحتى 24 مايو 2011، وأشرف على تنظيمه اتحاد أذربيجان لكرة القدم، وكان عدد الأندية المشاركة فيه 22، وفاز فيه نادي خزر لنكران.